# Pulicaria paludosa
Pulicaria paludosa é uma espécie de planta com flor pertencente à família Asteraceae. 
A autoridade científica da espécie é Link, tendo sido publicada em Neues Journal für die Botanik 1(3): 142. 1806.

## Portugal
Trata-se de uma espécie presente no território português, nomeadamente em Portugal Continental e no Arquipélago dos Açores.
Em termos de naturalidade é nativa de Portugal Continental e introduzida no Arquipélago dos Açores.

## Protecção
Não se encontra protegida por legislação portuguesa ou da Comunidade Europeia